# Höglandsparken

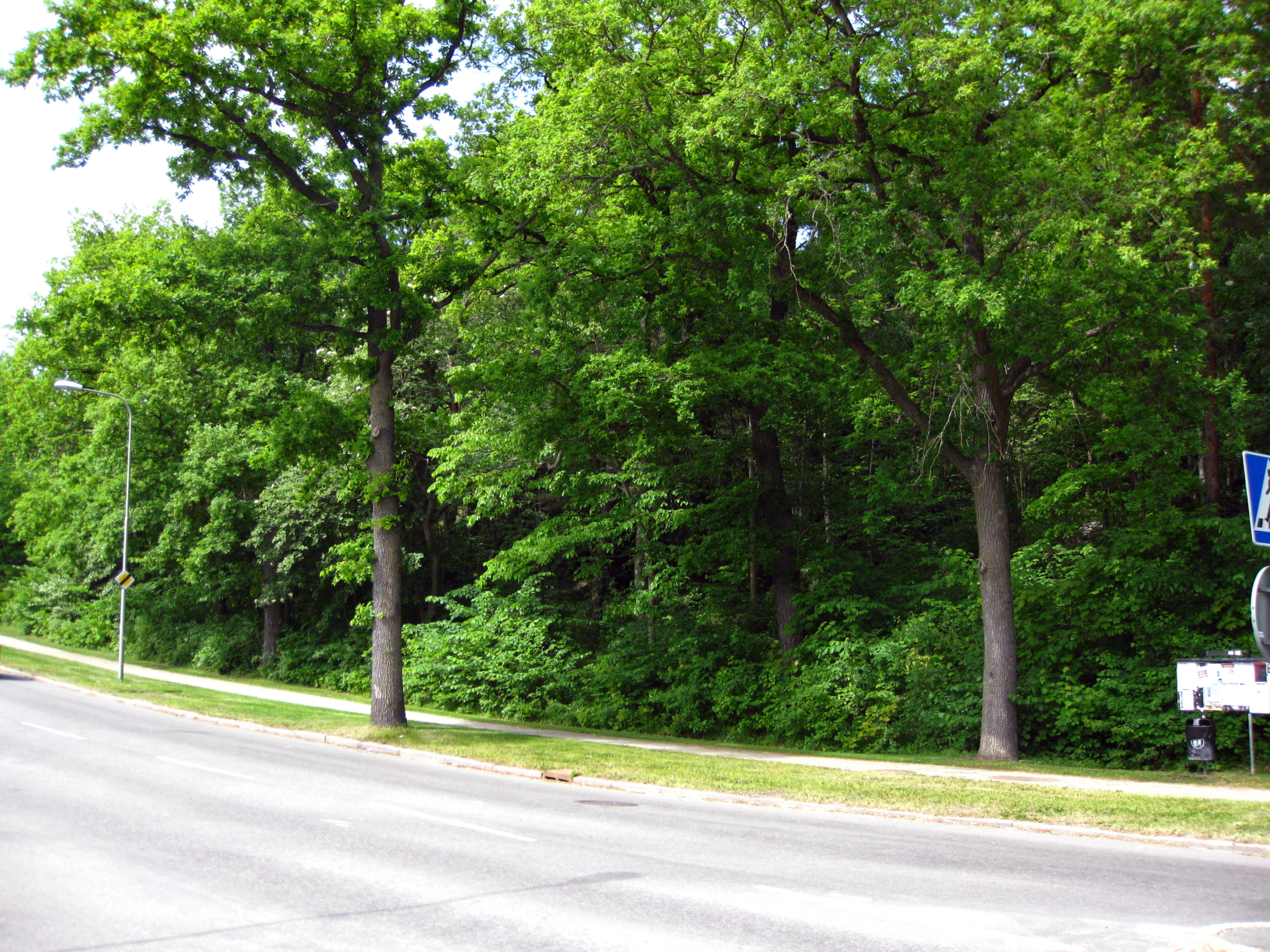
Höglandsparken sedd från Nockebyvägen.

Höglandsparken är en park inom Höglandet och Ålsten i Bromma i Västerort, Stockholms kommun. Parken fick sitt namn 1924. Tolvans spårvägslinje, Nockebybanan, går utefter parkens östra del mellan stationerna Ålstens Gård och Höglandstorget. Höglandsparken ligger utefter Nockebyvägen, som börjar vid Grönviksskälet och går genom hela Höglandet fram till Nockeby torg. 
I Höglandsparken finns bland annat en hundrastplats anlagd av kommunen. I Höglandsparkens förlängning norröver utefter Djupdalsvägen ligger Einar Forseths Park i hörnet av Virvelvindsvägen och Djupdalsvägen, snett emot Höglandsskolan.